# Штутгартська міська електричка
48°40′00″ пн. ш. 9°00′00″ сх. д. / 48.666666666667° пн. ш. 9° сх. д.
Штутгартська міська електричка — мережа приміської залізниці (S-Bahn), що обслуговує Штутгартський регіон, міську агломерацію з населенням близько 2,7 мільйона людей, що складається з міста Штутгарт і прилеглих районів Есслінген, Беблінген, Людвігсбург і Ремс-Мурр-Крейс.

## Лінії
Штутгартська швидкісна залізниця складається з семи ліній, пронумерованих від S1 до S6 і S60, і експлуатується S-Bahn Stuttgart, дочірньою компанією Deutsche Bahn.
Усі маршрути проходять через центр міста Штутгарт. Північно-східний кінець тунелю (від колій біля головного залізничного вокзалу Штутгарта через Швабштрассе) був першою частиною тунелю, який було відкрито, і використовувався з самого початку, південно-західний кінець від Швабштрассе до Університету з 1985 року.
Головний вузол для пересадки на Штутгартський штадтбан знаходиться на Штутгарт-Головний, але на станції S-Bahn Штутгарт-Штадтмітте ви можете дістатися до кількох інших ліній штадтбану (з назвою станції Ротебюльплац). 
У зовнішніх районах міста є пересадні станції Штутгарт-Бад-Канстатт і Штутгарт-Файгінген з S-Bahn на штадтбан.
| Лінія | Маршрут | Довжина | Кількість станцій | Час в дорозі |
| ----- | --- | ------- | ----------------- | ------------ |
| S1    | Кірхгайм (Тек) – Вендлінген – Плохінген – Еслінген – Бад-Канстатт – Штутгарт-Головний – Швабштрасе – Файгінген – Рор – Беблінген – Герренберг | 71 км   | 29                | 82 хв.       |
| S2    | Шорндорф – Вайблінген – Бад-Канстатт – Штутгарт-Головний – Швабштрасе – Файгінген – Рор – Аеропорт Штутгарт/Мессе – Фільдерштадт              | 57 км   | 27                | 68 хв        |
| S3    | Бакнанг – Вайблінген – Бад-Канстатт – Штутгарт-Головний – Швабштрасе – Файгінген – Рор – Аеропорт Штутгарт/Мессе                              | 50 км   | 23                | 61 хв        |
| S4    | Швабштрасе – Штутгарт-Головний – Цуффенхаузен – Лудвігсбург – Марбах (Неккар) – Кірхберг (Мурр) – Бургшталль (Мурр) – Бакнанг                 | 41 км   | 17                | 49 хв        |
| S5    | Швабштрасе – Штутгарт-Головний – Цуффенхаузен – Лудвігсбург – Бітіггайм                                                                       | 26 км   | 12                | 30 хв        |
| S6    | Швабштрасе – Штутгарт-Головний – Цуффенхаузен – Леонберг – Вайль-дер-Штадт                                                                    | 35 км   | 17                | 43 хв        |
| S60   | Швабштрасе – Штутгарт-Головний – Цуффенхаузен – Леонберг – Реннінген – Магштадт – Майхінген – Зиндельфінген – Беблінген                       | 45 км   | 21                | 58 хв        |